# Bürstenschwanzbeutelmaus
Die Bürstenschwanzbeutelmaus (Dasycercus blythi) ist ein Beuteltier in der Familie der Raubbeutler, das in zentralen und westlichen Bereichen Australiens vorkommt. Das Taxon galt längere Zeit als Juniorsynonym der Kammschwanz-Beutelmaus (Dasycercus cristicauda). Aufgrund molekularbiologischer Untersuchungen in den 1990er und frühen 2000er Jahren ist die Bürstenschwanzbeutelmaus als Art anerkannt.
Der Artzusatz im wissenschaftlichen Namen ehrt den Tiersammler A. C. Blyth, der lebenden Exemplare fing und zur Erstbeschreibung an Edgar Ravenswood Waite übergab. Danach wurden die Tiere wieder freigelassen.

## Merkmale
Weibchen sind mit einer Kopf-Rumpf-Länge von 120 bis 140 mm, einer Schwanzlänge von 60 bis 90 mm sowie mit einem Gewicht von 45 bis 80 g kleiner als Männchen. Diese erreichen ohne Schwanz eine Länge von 130 bis 165 mm, der Schwanz ist 75 bis 100 mm lang und das Gewicht beträgt 60 bis 130 g. Auffällig ist, wie bei der Schwesterart, der dicke buschige Schwanz. Die schwarzen Haare der Schwanzspitze (etwa 1/3 des Schwanzes) können jedoch nicht an der Oberseite zu einem Kamm aufgerichtet werden. Der Körper und der Kopf sind oberseits mit grauem bis sandfarbenem Fell bedeckt, während auf der Unterseite weißes Fell vorkommt. Allgemein ist die Bürstenschwanzbeutelmaus etwas kleiner als die Kammschwanz-Beutelmaus.

## Verbreitung
Die Bürstenschwanzbeutelmaus kommt im Innern von Westaustralien und im Süden des Nordterritoriums auf Grassland vor, das vor allem mit Gräsern der Gattungen Spinifex und Triodia bewachsen ist, während die weitgehend sympatrisch vorkommende
Kammschwanz-Beutelmaus vor allem in Landschaften lebt, die von Sanddünen geprägt sind.

## Lebensweise
Die Bürstenschwanzbeutelmaus ist meist nachtaktiv und gräbt Erdlöcher. Sie erbeutet neben verschiedenen Wirbellosen auch kleine Echsen und Säugetiere. Die Reviergröße variiert bei beiden Geschlechtern zwischen 1,4 und 14 Hektar, wobei eine Überlappung von etwa 20 Prozent üblich ist. Die Weibchen werfen zwischen Juni und Oktober bis zu sechs Jungtiere. Allgemein kann sich die Bürstenschwanzbeutelmaus zweimal im Leben fortpflanzen und wenige Exemplare dreimal. In manchen Regionen sterben fast alle erwachsenen Männchen vor der Geburt der Jungtiere und die Population wächst erst sichtbar, wenn die Nachkommen den Beutel der Mutter verlassen. Im Zusammenhang mit der Geschlechtsreife wandern Männchen längere Strecken, während Weibchen in der Nähe der Mutter bleiben. Einzelne Individuen konnten in Gefangenschaft fünf Jahre alt werden.

## Status
Die Einführung grasfressender Tiere, wie Rinder, Kaninchen oder Kamele, hat vermutlich keinen Einfluss auf den Bestand der Art, solange etwa 15 Prozent der Stachelkopfgräser verbleiben. Einige Exemplare fallen Füchsen oder Hauskatzen zum Opfer. Die IUCN listet die Bürstenschwanzbeutelmaus als nicht gefährdet (Least Concern).